# 22877 Реджинаміллер
22877 Реджинаміллер (22877 Reginamiller) — астероїд головного поясу, відкритий 8 вересня 1999 року.
Тіссеранів параметр щодо Юпітера — 3,580.